# 小石澤浄孝
小石澤 浄孝（こいしざわ きよたか、1977年8月12日 - ）は、徳島県板野郡藍住町出身（愛媛県川之江市生まれ）の元プロ野球選手（投手）。

## 来歴・人物
中学時代は藍住シニアに所属。高校は岩手県の盛岡大附属高に進学し2年秋からエースになる。1995年春の岩手県大会で優勝し、東北大会もベスト4まで進出、夏の岩手県大会も優勝して第77回全国高等学校野球選手権大会に出場。同年のドラフト会議で西武ライオンズから3位指名を受け入団。1999年限りで戦力外通告を受け、横浜ベイスターズ、広島東洋カープ、大阪近鉄バファローズの入団テストを受けるが不合格に終わる。武器は140㌔台の速球にカーブ、スライダー。
翌2000年に福岡ダイエーホークスに移籍。同年オフに戦力外通告を受けた後、社会人野球のNTT東日本宮城野球クラブ（現東北マークス）に移籍、主戦格として活躍したが、2006年限りで引退した。

## 詳細情報

### 年度別投手成績
| 年 度     | 球 団     | 登 板 | 先 発 | 完 投 | 完 封 | 無 四 球 | 勝 利 | 敗 戦 | セ 丨 ブ | ホ 丨 ル ド | 勝 率 | 打 者 | 投 球 回 | 被 安 打 | 被 本 塁 打 | 与 四 球 | 敬 遠 | 与 死 球 | 奪 三 振 | 暴 投 | ボ 丨 ク | 失 点 | 自 責 点 | 防 御 率 | W H I P |
| --------- | --------- | ----- | ----- | ----- | ----- | -------- | ----- | ----- | -------- | ----------- | ----- | ----- | -------- | -------- | ----------- | -------- | ----- | -------- | -------- | ----- | -------- | ----- | -------- | -------- | ------- |
| 1998      | 西武      | 3     | 0     | 0     | 0     | 0        | 0     | 0     | 0        | --          | ----  | 24    | 5.1      | 4        | 2           | 4        | 0     | 0        | 2        | 0     | 0        | 2     | 2        | 3.38     | 1.50    |
| 通算：1年 | 通算：1年 | 3     | 0     | 0     | 0     | 0        | 0     | 0     | 0        | --          | ----  | 24    | 5.1      | 4        | 2           | 4        | 0     | 0        | 2        | 0     | 0        | 2     | 2        | 3.38     | 1.50    |

### 記録
- 初登板：1998年10月9日、対オリックス・ブルーウェーブ27回戦（西武ドーム） 7回表に2番手で救援登板、1/3回1失点
- 初奪三振：同上、7回表にハービー・プリアムから

### 背番号
- 69 （1996年 - 1999年）
- 54 （2000年）